# Мезенхимальные дистрофии
Мезенхима́льные дистрофи́и (стромально-сосудистые дистрофии) — нарушения метаболизма, развивающиеся в строме органов ()

## Классификация
В зависимости от типа веществ, обмен которых нарушен, выделяют три группы мезенхимальных дистрофий:
1. Мезенхимальные диспротеинозы (нарушения обмена белков)
2. Мезенхимальные липодистрофии (нарушения обмена липидов)
3. Мезенхимальные углеводные дистрофии.

К мезенхимальным диспротеинозам относятся (1) мукоидное набухание, (2) фибриноидные изменения, (3) внеклеточный гиалиноз и (4) амилоидоз.

## Мезенхимальные липодистрофии
Мезенхимальные липодистрофии (мезенхимальные липидозы) включают (1) нарушения обмена ацилглицеролов (нейтральных жиров), а также (2) холестерола и его эфиров (холестеридов). К ацилглицеролам относятся три класса соединений — моно-, ди- и триглицериды. Нарушения метаболизма нейтральных жиров (ацилглицерозы) носят локальный (местный) и генерализованный (распространённый) характер, сопровождаются накоплением (кумулятивные дистрофии) или истощением (резорбтивные дистрофии) тканевых липидов. Нарушения обмена холестерола и холестеридов (холестерозы) проявляются как недостаточностью этих веществ в организме (болезнь Бе́ссена—Ко́рнцвейга), так и избыточной концентрацией их в некоторых тканях (атеросклероз, ксантоматоз, липоидная дуга роговицы). В качестве синонима для обозначения холестерозов иногда используется термин холестериновый диатез.
I. Ацилглицерозы
1. Генерализованные кумулятивные ацилглицерозы (ожирение, наследственные гиперацилглицеролемии)
2. Генерализованные резорбтивные ацилглицерозы (кахексия, синдром гиперпродукции липотропина)
3. Локальные кумулятивные ацилглицерозы (липоматозы, вакатное ожирение)
4. Локальные резорбтивные ацилглицерозы (очаговые некрозы жировой ткани, регионарные липоатрофии).

II. Холестерозы (холестериновый диатез).
1. Резорбтивный холестероз (болезнь Бе́ссена—Ко́рнцвейга)
2. Кумулятивные холестерозы [атеросклероз, ксантоматоз, липоидная дуга роговицы].

Среди генерализованных кумулятивных ацилглицерозов основное значение имеет ожирение, но к данной группе мезенхимальных липодистрофий относятся также наследственные заболевания, сопровождающиеся развитием гиперацилглицеролемии. Классическим примером наследственной гиперацилглицеролемии является болезнь Бюргера—Грютца (гиперлипидемия Ia типа), при которой отсутствует фермент липопротеин-липаза, вследствие чего нейтральный жир хиломикронов не расщепляется, и эти частицы длительно остаются в кровотоке (гиперхиломикронемия). Помимо хиломикронов пи наследственных гиперацилглицеролемиях в крови увеличивается содержание липопротеинов очень низкой плотности — частиц, также богатых нейтральными жирами.

### Ожирение
Ожирение (общее ожирение, тучность, adipósitas) — патологический процесс, сопровождающийся существенным увеличением в организме массы белой жировой ткани. Общее количество ацилглицеролов при этом также значительно увеличивается. Минимальный показатель превышения «стандартной» массы тела при ожирении составляет 20% у мужчин и 25% у женщин (именно при таком избытке массы тела отмечается статистически значимое увеличение вторичной заболеваемости и смертности). Ожирение является одним из наиболее распространённых заболеваний в развитых странах мира. Процесс чаще развивается после 40 лет, преимущественно у женщин. Ожирение нередко сопровождается развитием паренхиматозной липодистрофии печени (жирового гепатоза).
При наличии у грудного ребёнка избытка массы тела за счёт избыточного развития жировой ткани термин «ожирение» не используется: по традиции такое состояние обозначают понятием паратрофи́я.

#### Классификация
Формы ожирения классифицируют следующим образом:
I. Этиологический принцип
1. Первичное (алиментарно-конституциональное) ожирение
2. Вторичное (симптоматическое) ожирение [наследственные и приобретённые варианты].

Формы вторичного приобретённого ожирения:
- Эндокринное ожирение
- Церебральное (гипоталамическое) ожирение
- Дуоденальное (дуоденопривное) ожирение [при удалении двенадцатиперстной кишки]
- Гипоксическое ожирение (первичный пиквикский синдром)
- Ятрогенное ожирение [например, длительное применение β-адреноблокаторов угнетает липолиз].

II. Выраженность процесса
1. I степень (превышение массы тела над «стандартной» не более чем на 29%)
2. II степень (30—49%)
3. III степень (50—99%)
4. IV степень (100% и более).

III. Преимущественная локализация отложений жира
1. Симметричный (универсальный) тип
2. Асимметричные типы (верхний, средний, нижний).

IV. Микроморфологические особенности белой жировой ткани
1. Гипертрофическое ожирение
2. Гиперпластическое ожирение
3. Смешанный вариант ожирения.

V. Морфогенез ожирения
1. Динамическая фаза (масса тела нарастает)
2. Статическая фаза (масса тела относительно постоянна).

#### Симметричный и асимметричный типы ожирения
По внешним проявлениям выделяют симметричный и асимметричные типы ожирения. При симметричном типе белая жировая ткань относительно равномерно распределена по разным частям тела. При верхнем типе жировая клетчатка выражена в области лица, затылка, шеи, плечевого пояса и молочных желёз. При среднем типе отмечается развитие подкожной клетчатки передней брюшной стенки («жировой фартук»), при нижнем типе — в области ягодиц, бёдер и голеней. Верхний тип соответствует андроидному, или «яблочному» (характерному для мужчин), нижний — гиноидному, или «грушевидному» (типичному для женщин), ожирению. Это распределение вызвано различной чувствительностью липоцитов к половым гормонам: липоциты верхней половины тела более чувствительны к андрогенам, поэтому преобладание андрогенов над эстрогенами сопровождается развитием верхнего типа ожирения. Андроидный тип ожирения чаще сочетается с нарушенной толерантностью к глюкозе или с диабетом, гиперлипидемией, артериальной гипертензией, гиперандрогенией и гирсутизмом у женщин.

#### Гиперпластическое и гипертрофическое ожирение
По микроморфологическим особенностям жировой ткани различают гипертрофическое и гиперпластическое ожирение. Количество клеток белой жировой ткани достигает максимума в пубертатном периоде (у женщин их около 40 млрд., у мужчин вдвое меньше, что связывают с супрессивным действием тестостерона на развитие жировой ткани). Диагностика гипертрофического и гиперпластического ожирения проводится по материалу биопсии жировой клетчатки.
Гипертрофическое ожирение характерно для заболевания, появившегося в зрелом возрасте, оно развивается на фоне персистирующей гипергликемии и вторичной гиперинсулинемии, оно характеризуется увеличением объёма липоцитов за счёт накопления в их цитоплазме ацилглицеролов. Так, при увеличении диаметра клетки в 2 раза количество нейтрального жира в ней возрастает в 8 раз. Общее число жировых клеток при этом типе ожирения существенно не изменяется. Несмотря на уменьшение чувствительности гипертрофированных адипоцитов к инсулину, чувствительность этих клеток к липолитическим гормонам (половые и тиреоидные гормоны) увеличивается, поэтому возможно существенное снижение массы жировой ткани консервативными методами лечения. Коррекция массы тела при гипертрофическом ожирении необходима, т.к. оно сопровождается выраженными метаболическими нарушениями и приводит к тяжёлым изменениям прежде всего со стороны сердечно-сосудистой системы.
Напротив, гиперпластическое ожирение отличается увеличением числа липоцитов, содержание ацилглицеролов в клетке не меняется. Этот тип ожирения не связан с увеличением концентрации глюкозы и инсулина в крови. Метаболические расстройства при гиперпластическом ожирении не выражены, поэтому его течение, как правило, доброкачественное, однако снизить массу гиперплазированной жировой ткани консервативными методами затруднительно. В ряде случаев при ожирении сочетаются признаки гипертрофии и гиперплазии адипоцитов. Гиперпластическое или смешанное ожирение отмечается у лиц с избыточной массой тела с детства.

#### Этиология и патогенез ожирения
Любая форма ожирения, по существу, является алиментарной, т.е. связана с избыточным пищевым поведением (полифагией, или гиперфагией, крайняя степень выраженности которой называется булимией). Однако когда говорят об этиологии ожирения, имеют в виду причины, приводящие к чрезмерной пищевой активности. В этом отношении выделяют четыре основных этиологических фактора ожирения: (1) недостаточная мобилизация жиров из депо («синдром жадных липоцитов»), (2) торможение липолиза под действием гормонов (недостаточности липолитических и избытка антилиполитических), (3) поражение гипоталамического центра насыщения и (4) хроническая гипоксия. Как правило, перечисленные факторы действуют взаимосвязанно в разных комбинациях, но один из них обычно доминирует.
Недостаточная мобилизация жиров из депо обусловлена прежде всего гиперинсулинемией, возникающей при резистентности к инсулину периферических тканей. Обычно гиперинсулинемия при ожирении вторичная, особенно при первичном варианте ожирения. Она связана с рассредоточением цитолеммальных инсулиновых рецепторов по поверхности резко увеличенной жировой клетки и с влиянием контринсулярных факторов, продуцируемых, в частности, самими липоцитами (прежде всего ФНО-α). Гипертрофия жировых клеток, обусловливая снижение их чувствительности к инсулину, замыкает один из порочных кругов патогенеза ожирения. Инсулин является антилиполитическим гормоном, блокируя активность триглицерид-липазы адипоцитов. Развивающаяся при этом гипогликемия стимулирует пищевое поведение благодаря активации центра голода. Второй порочный круг формируют глюкокортикоиды, продукция которых при ожирении часто повышается.
Предрасполагающие к ожирению факторы. Способствуют развитию ожирения отягощённая наследственность, гиподинамия, обильные порции пищи, преобладание в пище жиров и дефицит белков (недостаток белка ослабляет специфическое динамическое действие пищи), а также никтофагия (употребление пищи преимущественно поздно вечером и ночью). Считается, что обильная белковая и углеводистая пища не относится к факторам, предрасполагающим к ожирению, хотя по отношению к углеводистой пище мнения различны.
Роль тиреоидных гормонов и бурого жира. Переедание далеко не всегда приводит к ожирению. Обычно при этом ускоряется метаболизм за счёт большего образования трийодтиронина, что не позволяет ацилглицеролам активно накапливаться в жировых депо. Кроме того, при избыточном питании отмечено разрастание бурой жировой ткани, клетки которой усиленно окисляют триглицериды, рассеивая избыток энергии с теплом.

#### Синдром Эрисихтона
В основе ожирения лежит увеличение концентрации в крови жиров (гиперлипидеми́я). Алиментарная гиперлипидемия рядом авторов удачно названа синдромом Эриси́хтона. История этого персонажа древнегреческих мифов, переосмысленная Овидием, любопытна и в медицинском отношении.
Эрисихтон (в буквальном переводе с древнегреческого «защитник земель») — сын фессалийского царя Триопа (поэтому иногда он носит имя Триопей), сам впоследствии ставший царём. Отличался крайним непочтением к богам («…презирая божественность Вышних, На алтарях никогда в их честь не курил фимиама»). Срубив дуб в священной роще и тем самым погубив любимую нимфу-дриаду Деметры (Цереры), он навлёк на себя гнев богини. Дриада перед смертью прокляла Эрисихтона, а её сестры сообщили Деметре о святотатстве фессалийского царя. Разгневанная Деметра страшно наказала Эрисихтона, упросив богиню голода наделить его вечной неутолимой страстью к еде. Та исполнила волю Деметры, явившись к спящему Эрисихтону:
Сладостный сон между тем Эрисихтона нежил крылами
Мягкими: тянется он к соблазнительно снящимся яствам,
Тщетно работает ртом; изнуряет челюсть о челюсть,
Мнимую пищу глотать обольщённой старается глоткой.
Но не роскошную снедь, а лишь воздух пустой пожирает.
Проснувшись, Эрисихтон начинает с жадностью поглощать пищу, и уже не может остановиться («Алчет всё большего он, чем больше нутро наполняет. …в нём пища любая К новой лишь пище влечёт. Он есть, но утроба пустует.»). Вскоре царь растратил все свои богатства в тщетной попытке усмирить муки голода. У него осталась лишь дочь Мнестра, и её Эрисихтон продал, желая насытиться. Но божественная кара неотвратима — Эрисихтон погибает, пожирая собственное тело:
После того, как алчба состояние всё истощила,
Снова и снова еду доставляя лихому недугу,
Члены свои раздирать, зубами грызть Эрисихтон
Начал: тело питал, убавляяся телом,– несчастный!
(Публий Овидий Назон. Метаморфозы. Перевод С. Шервинского).

#### Первичное ожирение
Первичное ожирение — ожирение, развивающееся вследствие абсолютной или относительной недостаточности гормона жировой ткани лептина. Поскольку причина первичного ожирения установлена, его не следует называть идиопатическим, как это было принято ранее. Лептин секретируется «сытыми» липоцитами и посредством собственных рецепторов в цитолемме нейронов центра насыщения способствует выработке в нём глюкагоноподобного пептида I, который в свою очередь тормозит продукцию нейропептида Y нейронами центра голода. Нейропептид Y в настоящее время считается основным медиатором чувства голода, именно он стимулирует пищевое поведение.
Выделяют две формы первичного ожирения:
1. Абсолютная недостаточность лептина (дефицит самого гормона) — 20% случаев первичного ожирения
2. Относительная недостаточность лептина (снижение чувствительности к гормону лептиновых рецепторов центра насыщения) — 80% случаев ожирения. Относительная недостаточность лептина проявляется гиперлептинемией.

Несмотря на установленную причину первичного ожирения, на практике его обычно диагностируют путём исключения других (вторичных) форм болезни.

#### Эндокринное ожирение
Эндокринное ожирение — ожирение, развивающееся под влиянием гормонов. По современным представлениям, любая форма ожирения может быть отнесена к эндокринным расстройствам: при первичном ожирении прежде всего нарушается обмен лептина, при церебральном — нейропептида Y и глюкагоноподобного пептида I.
Однако по сложившейся традиции различают четыре основные формы вторичного эндокринного ожирения:
1. Ожирение при гиперкортицизме (первичном и вторичном)
2. Ожирение при гиперинсулинизме
3. Ожирение при гипогонадизме
4. Ожирение при гипотиреозе.

Глюкокортикоидные гормоны и инсулин относятся к антилиполитическим, половые и тиреоидные гормоны — к липолитическим, поэтому высокое содержание глюкокортикоидов (гиперкортицизм) и инсулина (гиперинсулинизм), а также снижение уровня половых (гипогонадизм) и тиреоидных (гипотиреоз) гормонов способствуют ожирению.
1. Ожирение при гипогонадизме. Гипогонадизм служит причиной ожирения при адипозогенитальной дистрофии. В основе адипозогенитальной дистрофии (синдрома Фрёлиха) лежит приобретённая недостаточность гонадотропинов гипофиза. Их дефицит приводит к недостаточности синтеза и секреции половых гормонов. Заболевание проявляется в препубертатном или пубертатном возрасте двумя основными синдромами, обусловленными гипогонадизмом: (1) гипогенитализмом (недоразвитием половых органов и вторичных половых признаков) и (2) ожирением. Характерно преимущественное отложение жира в области лица («кукольное лицо»), груди, живота и бёдер. Конечности полные. Нередко формируется ожирение гиноидного типа. Болеют в основном мальчики. Болезнь Лоуренса—Муна—Бидля — врождённый вариант адипозогенитальной дистрофии. Периферические формы гипогонадизма также сопровождаются развитием ожирения. При евнухоидизме жир преимущественно откладывается в области плечевого пояса, на груди, в области живота и бёдер. Сходные внешние проявления возникают при ожирении у мужчин в климактерическом периоде. Снижение функции яичников сопровождается накопление жира на плечах («климактерический горбик»), груди, животе, бёдрах.
2. Ожирение при гиперкортицизме. Гиперкортицизм лежит в основе болезни и синдрома Кушинга (Иценко—Кушинга). Жир при этом накапливается преимущественно в области лица («лунообразное лицо»), шеи, верхней половины туловища и живота. В области шейных позвонков формируется жировой «буйволиный горбик». Конечности худые. На коже живота, бёдер, плеч, молочных желёз появляются грубые багрово-красные полосы (стрии — разрывы подкожной жировой клетчатки), иногда с кровоизлияниями по периферии. Примерно у 10% больных ожирения не развивается, но типичное перераспределение жира происходит. Юношеский базофилизм (гипоталамический синдром пубертатного периода, пубертатно-ювенильный диспитуитаризм) также проявляется гиперкортицизмом (вторичный гиперкортицизм). Кроме того происходит усиление продукции соматотропного и гонадотропных гормонов. Гиперфункция аденогипофиза при этом обусловлена гиперпродукцией нейросекреторными клетками гипоталамуса соответствующих рилизинг-факторов. В ткани гипофиза увеличивается число базофильных клеток (отсюда термин базофилизм). Заболевание формируется в период полового созревания и проявляется ожирением, при котором жир в подкожной клетчатке распределяется равномерно, но иногда откладывается преимущественно в нижней части туловища, что у юношей обусловливает некоторую феминизацию внешности. В отличие от ожирения по типу Кушинга, конечности при ювенильном базофилизме остаются полными. Стрии тонкие, розовые, без кровоизлияний.
3. Ожирение при гиперинсулинизме. Гиперпродукция инсулина характерна для сахарного диабета II типа и особенно выражена при опухоли из инсулиноцитов (инсулиноме). При этом развивается ожирение с равномерным распределением жира или по андроидному типу.
4. Ожирение при гипотиреозе. Ожирение при гипотиреозе (микседеме) связано со снижением основного обмена. Избыточная масса тела обусловлена не только ожирением, но и «слизистым отёком» тканей, усиливающим впечатление тучности.
Кроме перечисленных форм, к эндокринному ожирению относят эпифизарное ожирение при синдроме Марбурга—Милку (гиперфункция эпифиза за счёт гиперплазии пинеоцитов или опухоли из них — пинеаломы).
Своеобразным вариантом эндокринного ожирения является дуоденальное (дуоденопривное) ожирение, развивающееся у больных, которым была удалена двенадцатиперстная кишка. Многие гормоны двенадцатиперстной кишки регулируют чувство голода, основным дуоденальным ингибитором голода служит холецистокинин, поэтому при удалении этого органа через некоторое время возникает полифагия и ожирение.

#### Церебральное ожирение
Церебральное (гипоталамическое) ожирение связано с поражением нейронов центра насыщения (центра сытости). Характер патологического процесса в головном мозге может быть различным — воспаление, опухоль, травма и т.д. При этом сохранный центр голода (центр аппетита) активируется, что определяет избыточное пищевое поведение. Центр насыщения расположен в вентромедиальных зонах гипоталамуса, центр голода — в латеральных. Двустороннее разрушение вентромедиальных зон приводит к выраженному ожирению экспериментальных животных в результате полифагии, повреждения латеральных зон могут вызвать отказ от еды (афагию) и смерть от истощения. И, напротив, хроническая стимуляция вживлёнными электродами вентромедиальных ядер гипоталамуса вызывает афагию, а латеральных — полифагию. Для церебрального ожирения характерно быстрое нарастание массы тела после травмы черепа, энцефалита или при опухоли мозга. Масса тела может увеличиваться даже при нормальном аппетите, хотя обычно отмечается полифагия. Ожирение, как правило, симметричное и достигает высоких степеней.
К церебральному относится также ожирение при болезни Барракера—Симонса (Barraquer—Simons), развивающейся у детей и молодых женщин после церебральной формы ревматизма (малой хореи) и при диффузных болезнях соединительной ткани. Ожирение по типу Барракера—Симонса характеризуется преимущественным отложением жира в области бёдер, ягодиц и передней брюшной стенки. На коже плечевого пояса появляются сине-багровые стрии. Интересно, что жир верхней половины тела атрофируется, начиная с головы («голова мертвеца»), поэтому данное заболевание можно отнести и к локальным резорбтивным ацилглицерозам.
Своеобразным патогенезом отличается церебральное ожирение при синдроме Стюарта—Морганьи—Мореля, при котором развивается гиперостоз костей черепа и облитерация их синусов. Вероятно, вследствие этого в промежуточном мозге больных нарушается кровообращение и происходит избирательное поражение центра насыщения. Болеют в основном девочки. Жир откладывается в области живота (андроидный тип ожирения).

#### Гипоксическое ожирение
Гипоксическое ожирение (первичный пиквикский синдром) обусловлено хронической гипоксией вследствие нейрогенной гиповентиляции лёгких. Липоциты относятся к производным малодифференцированных клеток фибробластического дифферона, которые способны активно пролиферировать при низком парциальном давлении кислорода в среде. Обычно длительная гипоксия провоцирует разрастание только фиброзной ткани, но в ряде случаев это происходит и с белой жировой тканью. Некоторые авторы полагают, что гипоксическое ожирение имеет церебральный характер.
Первичный пиквикский синдром включает (1) нарушение дыхания, прежде всего во сне, от чего сон становится беспокойным и сопровождается необычайно интенсивным храпом; (2) компенсаторную дневную сонливость (больные засыпают сразу же, оказавшись вне активной деятельности) и (3) ожирение. Синдром назван пиквикским по названию книги Чарлза Диккенса «Записки Пиквикского клуба», один из героев которой (Джо) страдал этим симптомокомплексом. Ожирение при первичном пиквикском синдроме обычно относится к среднему типу. У больных формируется правожелудочковая недостаточность (лёгочное сердце).
От первичного необходимо отличать вторичный пиквикский синдром, развивающийся на фоне уже имеющегося ожирения.

#### Наследственное ожирение
К наследственным формам ожирения относят любые его случаи, связанные с наследуемым дефектом генов. Часть заболеваний, проявляющихся наследственным ожирением, можно отнести к эндокринному или гипоталамическому типам ожирения. Например, при болезни Лоуренса—Муна—Бидля ожирение носит эндокринный характер. Болезнь Гирке (гликогеноз I типа) сопровождается постоянной гипогликемией из-за отсутствия нарушения гликогенолиза, вследствие чего больные часто и много едят, стараясь подавить приступы булимии. Жир при этом откладывается главным образом в подкожной клетчатке лица. Для болезни Гирке характерен также стеатоз печени. Патогенез ожирения при других наследственных болезнях не ясен (например, при синдромах Прадер—Вилли и Карпентера).

#### Осложнения
Основным осложнением ожирения является атеросклероз, связанный с гиперлипидемией. Значительно увеличивается риск развития артериальной гипертензии, сахарного диабета, холелитиаза, варикозного расширения вен нижних конечностей, подагры, острого аппендицита, цирроза печени (у мужчин) и ряда злокачественных опухолей. Избыточная масса тела однозначно укорачивает продолжительность жизни. Кроме того, развиваются липоматоз миокарда, периферическая гиперэстрогения, гиповентиляционный синдром (вторичный пиквикский синдром) и перегрузка костей и суставов (прежде всего позвоночника).
Висцеральный липоматоз. Ожирение характеризуется не только увеличением объёма жировой клетчатки, но и разрастанием жировой ткани в строме внутренних органов (висцеральный липоматоз). Наиболее опасен липоматоз миокарда: в участках выраженного липоматоза может произойти разрыв стенки сердца. Висцеральный липоматоз сочетается с андроидным типом ожирения. Липоциты внутренних органов более чувствительны к катехоламинам и выделяют больше ФНО-α (кахектина), обладающего контринсулярным потенциалом. За счёт этого висцеральные липоциты вносят наибольший вклад в развитие резистентности к инсулину при ожирении.
Периферическая гиперэстрогения. У больных ожирением нарушается периферический метаболизм половых гормонов. В жировой ткани происходит ускорение ароматизации андрогенов, в частности, тестостерона и андростендиона в эстрадиол и эстрон соответственно, что приводит к гиперэстрогении, способствующей возникновению метроррагии и доброкачественной дисплазии молочной железы, а у мужчин — гинекомастии, уменьшению роста волос на лице и теле. При этом и у мужчин и у женщин нарушается половая функция.

### Регионарные кумулятивные ацилглицерозы
Регионарные кумулятивные ацилглицерозы включают (1) липоматозы и (2) вакатное ожирение.

#### Липоматозы
Липоматоз. Термин липоматоз применяется в двух значениях: (1) очаговое разрастание жировой ткани без чётких границ (например, липоматоз миокарда при ожирении) и (2) множественные липомы (опухоли белой жировой ткани). В некоторых случаях эти процессы сочетаются. Солитарные липомы и гиберномы (опухоли бурой жировой ткани) также можно отнести к регионарным кумулятивным ацилглицерозам. Липомы обычно представляют собой мягкие, инкапсулированные, не спаянные с окружающими тканями, жёлтые на разрезе и с поверхности узлы диаметром, как правило, от 1 до 10 см. Количество липом при липоматозе у одного пациента может быть различным, иногда превышает 100 узлов.
Распространённые по всему телу (включая и внутренние органы) липомы называют диффузным липоматозом. Различают детскую и взрослую формы диффузного липоматоза. Детская форма обычно проявляется в первые два года жизни.
Симметричные формы липоматоза особенно характерны для мужчин среднего возраста, длительно проживающих в странах средиземноморского региона. У многих из них в анамнезе имеются заболевания печени или хронический алкоголизм.
В практике патологоанатома наибольшее значение имеют болезни (1) Маделунга, (2) Деркума, (3) Рота—Пэйлэрда, (4) Лонуа—Бенсо, (5) Вернея—Потена, (6) Лери, (7) Мараньона, (8) Фере—Лангмида, (9) Пастера—Валлери—Радо—Бламутье, (10) тазовый и (11) стероидный липоматоз, а также (12) ВИЧ-липодистрофия, хотя в целом эти липоматозы редки.
1. Липоматоз Деркума (lipomatosis dolorosa) [Фрэнсис Де́ркум — американский невролог] характеризуется появлением липомоподобных болезненных узлов в подкожной клетчатке верхних конечностей, в коже молочных желёз, спины, передней брюшной стенки, ягодиц и бёдер. Болезненность определяется при пальпации, давлении и травме узла. Она связана с воспалительным процессом в нерве (невритом). Кожа над узлами цианотичная, нередки кровоизлияния. При микроморфологическом исследовании в ткани узлов обнаруживаются многочисленные кровеносные капилляры, в нервных стволиках отмечаются признаки продуктивного воспаления. В некоторых липомах возникает очаговый некроз жировой ткани и формируются типичные липогранулёмы с наличием гигантских многоядерных макрофагов. Заболевание типично для тучных женщин в климактерическом периоде. При липоматозе Деркума развиваются атрофические процессы в эндокринных железах, прежде всего щитовидной (гипотиреоз).
2. При синдроме Маделунга (множественном шейном симметричном липоматозе) [Отто фон Маделунг — немецкий хирург] в области шеи происходит разрастание жировой ткани в виде множественных болезненных узлов. Узлы сдавливают органы шеи, приводя к дисфагии и затруднению дыхания. Вероятно, липоматоз развивается на фоне гипофизарных нарушений.
3. При синдроме Рота—Пэйлэрда очаговые разрастания белой жировой ткани в поясничной области и на конечностях. Узлы располагаются симметрично.
4. Синдром Лонуа—Бенсо (симметричный липоматоз Лонуа—Бенсо) [Launois—Bensaude] характеризуется появлением симметричных липом в области шеи, живота и паховых складок. Особенно характерны узлы на передней и задней поверхностях шеи и в подчелюстной области. Иногда этот синдром в отечественной литературе называют «липоматозом Лонуа—Вансода» или «синдромом Лэньу—Бенсо».
5. Липоматоз Вернея—Потена отличается локализацией липом в надключичных областях.
6. Липоматоз Лери (диффузный симметричный липоматоз Лери) — множественные липомы, расположенные симметрично на верхних конечностях, в области ягодиц, реже на других участках кожного покрова.
7. Липоматоз Мараньона (гипертрофический липоматоз Мараньона) — симметричный распространённый липоматоз с поражением скелетных мышц (внутримышечные липомы). Особенностью внутримышечных липом является их нечёткие границы за счёт инвазивного роста. Такой узел спаян с окружающими тканями. Липомы при данном процессе придают больному «вид Геракла».
8. При липоматозе Фере—Лангмида жировые узлы располагаются на ладонях.
9. Липоматоз Пастера—Валлери—Радо—Бламутье характеризуется локализацией липом в подкожной клетчатке боковых поверхностей грудной клетки.
10. Тазовый липоматоз отличается расположением липом в параректальной и перивезикальной клетчатке. Наиболее часто процесс возникает у лиц негроидной расы различного возраста.
11. Стероидный липоматоз относится к ятрогенным формам липоматоза. Он возникает при длительном применении препаратов глюкокортикоидных гормонов. Липомы образуются прежде всего на лице, передней грудной стенке и над шейными позвонками («буйволиный горб»).
12. При ВИЧ-липодистрофии, помимо различных изменений жировой ткани у больных ВИЧ-инфекцией, может возникать и разрастание жировой ткани в области шеи, молочных желёз и во внутренних органах. Липоматоз при этом связывают с действием специфических антиретровирусных препаратов (ятрогенный липоматоз). На лице и конечностях жировая клетчатка, напротив, может исчезать. У больных выявляются гиперлипидемия и резистентность периферических тканей к инсулину.

#### Вакатное ожирение
Вака́тное ожирение (от лат. vacuus — пустой) — замещение белой жировой тканью атрофированной паренхимы органа. Наиболее часто вакатное ожирение наблюдается в скелетных мышцах. Орган при этом может увеличиваться (псевдогипертрофия).

### Генерализованные резорбтивные ацилглицерозы
К генерализованным резорбтивным ацилглицерозам относятся (1) кахексия (истощение, маразм, общая патологическая атрофия) и (2) синдром гиперпродукции липотропина. Некоторые авторы кахексией называют крайнюю степень истощения (утрату более половины нормальной массы тела), однако в отечественной патологической анатомии эти понятия используются как синонимы.

#### Кахексия
Кахекси́я (от греч. kakos — плохой, hexis — состояние) развивается (1) при полном длительном голодании или мальабсорбции (алиментарная кахексия, экзогенная кахексия), (2) при нервной анорексии, (3) злокачественных опухолях («раковая кахексия»), (4) при атрофии и некрозе ткани гипоталамуса и гипофиза (гипоталамо-гипофизарная кахексия, или болезнь Симмондса—Шиена), (5) при хронических инфекциях (например, туберкулёзе или длительно протекающих гнойных процессах), (6) при ожоговой болезни («ожоговое истощение»), (7) при аутоиммунных заболеваниях, (8) при общей хронической застойной гиперемии, а также (9) при нарушении метаболизма ряда гормонов (тяжёлая хроническая надпочечниковая недостаточность, гипоинсулинизм, гиперглюкагонемия, гиперсоматостатинемия). «Раневое истощение» является вариантом кахексии при хронической гнойной инфекции («гнойно-резорбтивная лихорадка»). Ведущее значение в развитии эндогенных форм кахексии, кроме гипоталамо-гипофизарной, придаётся ФНО-α (кахектину), основным продуцентом которого являются макрофаги. Гипоталамо-гипофизарная кахексия обусловлена повреждением центра голода, вследствие чего перестаёт вырабатываться основной триггер пищевого поведения нейропептид Y. «Раковая кахексия» отличается более сложным патогенезом. Помимо характерного внешнего вида, для кахексии типичны вторичный липофусциноз (бурая атрофия миокарда и печени), а также концентрация в тканях липохромов (сохранившаяся жировая ткань приобретает вследствие этого буроватую окраску). Жировая клетчатка, особенно подкожная отсутствует. Кожа сухая и дряблая. Внутренние органы уменьшены. На определённой стадии истощения развиваются марантические отёки вследствие снижения онкотического давления в тканях.

#### Синдром гиперпродукции липотропина
Синдром гиперпродукции липотропина (гипермускулярная липодистрофия, липоатрофический диабет, синдром генерализованной липодистрофии) — заболевание, при котором существенно возрастает синтез и секреция аденогипофизом липотропных гормонов. Синдром встречается главным образом у женщин и проявляется в большинстве случаев в возрасте до 40 лет. Периферическая и висцеральная жировая ткань у больных практически отсутствует, сохраняется только жировая клетчатка на ладонях и подошвах, в ретроорбитальной, эпидуральной или параартикулярных областях, а при приобретённых формах — на лице. Тем не менее, у некоторых больных отмечается избыточное отложение подкожного жира в области лица и шеи. Для синдрома гиперпродукции липотропина характерны выраженная гиперлипидемия и гипергликемия на фоне значительной гиперинсулинемии, однако сахарный диабет при этом редко осложняется кетоацидозом. Гиперлипидемия приводит к развитию тяжёлого стеатоза печени, прогрессирующего в цирроз, а также атеросклероза. Различают наследственный (аутосомно-рецессивный тип наследования) и приобретённый варианты болезни. Ранее предполагалось, что при данном заболевании происходит увеличение продукции аденогипофизом соматотропного гормона, вследствие чего развивается гипертрофия скелетных мышц, внутренних органов и в ряде случаев возобновляется рост в зрелом возрасте, однако это мнение не подтвердилось. Мышечная гипертрофия и висцеромегалия обусловлены выраженной персистирующей эндогенной гиперинсулинемией. Естественная продолжительность жизни больных составляет 35—50 лет. Прогноз во многом зависит от времени манифестации заболевания: наиболее неблагоприятно протекает синдром, развившийся в периоде полового созревания. Основными причинами смерти являются цирроз печени и атеросклеротические поражения сосудов (инфаркт миокарда, ишемический инсульт).

### Регионарные резорбтивные ацилглицерозы
Регионарные резорбтивные ацилглицерозы включают две группы патологических процессов: (1) очаговые некрозы жировой ткани (липонекрозы, стеатонекрозы) и (2) местную атрофию белой жировой ткани (регионарные липоатрофии).

#### Очаговые некрозы жировой ткани
Основными неинфекционными процессами, при которых происходит очаговый некроз жировой ткани, являются следующие формы регионарных ацилглицерозов:
1. Болезнь Вебера—Крисчена (спонтанный панникулит)
2. Травматическая липогранулёма
3. Панкреогенный липонекроз
4. Инсулиновый липонекроз.

Кроме того, некроз жировой ткани развивается при холодовом, пост-стероидном (при прекращении приёма препаратов глюкокортикоидных гормонов) и реактивном (вторичное изменение на фоне других заболеваний) панникулитах, а также у новорождённых (некроз подкожной клетчатки новорождённых) и детей раннего возраста (острый мультинодулярный диссеминированный нерецидивирующий липонекроз).
Болезнь Ве́бера—Кри́счена — аутоиммунное поражение жировой ткани. На месте некроза жировой ткани образуется узел, залегающий в гиподерме на разной глубине. Диаметр отдельных узлов от нескольких миллиметров до 10 см и более. Узлы могут располагаться на любом участке кожного покрова, они редко бывают единичными. Излюбленная локализация узлов — кожа конечностей. Иногда узлы сливаются в конгломераты. Крупные узлы содержат полости с желтоватой пенистой массой (жировым детритом) и клинически симулируют абсцесс или флегмону. Заболевание начинается с симптомов общей интоксикации, за исключением варианта Ротманна—Макаи, протекает с рецидивами и ремиссиями. Длительность спонтанного панникулита различна: от нескольких недель до нескольких дес

## Мезенхимальные углеводные дистрофии
Мезенхимальные углеводные дистрофии включают (1) нарушения обмена гликозаминогликанов, к которым относятся наследственные заболевания мукополисахаридозы, и (2) нарушения обмена гликопротеинов (ослизнение ткани).

#### Мукополисахаридозы
Мукополисахаридо́зы — тезаурисмозы, сопровождающиеся накоплением в тканях гликозаминогликанов. Термин «мукополисахаридозы» происходит от устаревшего обозначения протеогликанов (нейтральных мукополисахаридов) и входящих в их состав гликозаминогликанов (кислых мукополисахаридов). Для мукополисахаридозов характерен синдром гаргоили́зма (от фр. gargouille — гротескная фигурка, напоминающая человека, которыми украшали крыши, карнизы и другие детали старых домов): массивный череп, короткая шея, западающее широкое переносье, гипертелоризм, толстые губы, высокое нёбо, сросшиеся брови, большой язык.
Наиболее изучена патологическая анатомия первых шести типов мукополисахаридозов: болезни Пфаундлера—Гурлер (I тип), Гюнтера (II тип), Санфилиппо (III тип), Брейлсфорда—Мо́ркио (IV тип), Шейе (V тип) и Марото́—Лями́ (VI тип).
1. Чаще встречается болезнь Пфаундлера—Гурлер [Райнхард фон Пфаундлер и Гертруда Гурлер — немецкие врачи], в основе которой лежит дефицит α-L-идуронидазы. В тканях происходит накопление дерматан- и гепарансульфатов, значительно повышено их содержание в моче. Симптомы появляются к концу первого года жизни. Заболевание быстро прогрессирует, синдром гаргоилизма сочетается с глубокими нарушениями психики, ранним помутнением роговицы, глухотой, гепато- и спленомегалией. Смерть наступает обычно в возрасте 10—12 лет при поражении головного мозга (чаще вследствие гидроцефалии), сердца или от интеркуррентных заболеваний.
При макроморфологическом исследовании обнаруживаются уменьшенные и уплощенные позвонки с шиповидными выростами, межпозвонковые диски грибовидной формы, т.к. они больше поперечника тела позвонка. Трубчатые кости искривлены, эпифизарные линии изогнуты, зазубрены. При микроморфологическом исследовании выявляются нарушения периостального и энхондрального окостенения из-за отложения гликозаминогликанов в хрящевой ткани и в периосте. Хондроциты вздуты, овальной формы, хрящевых колонок не образуют, поэтому рост костей в длину задерживается. Основное вещество и коллагеновые волокна сухожилий, фасций, стенок сосудов, клапанов сердца содержит большое количество гликозаминогликанов, хорошо выявляемых метахроматической окраской. Миокард гипертрофирован, клапанный и париетальный эндокард, сухожильные хорды и стенки венечных артерий утолщены. В митральном и аортальном клапанах отмечаются васкуляризация и кальциноз, отложение гликозаминогликанов в межуточном веществе и наличие клеток накопления Гурлер. Гликозаминогликаны обнаруживаются в гепатоцитах, макрофагах селезёнки и лимфоузлов, клетках аденогипофиза, в роговице, гонадах, мягкой мозговой оболочке, периферических нервах, нейронах головного мозга и вегетативных ганглиев. При электронной микроскопии в клетках выявляются включения, соответствующие повреждённым лизосомам, имеющие вид светлых прозрачных вакуолей, «зебровидных» или аморфных телец.
2. При болезни Гюнтера в тканях накапливаются дерматансульфат и гепарансульфат вследствие недостаточности фермента идуронат-сульфатазы. Тип наследования — рецессивный, сцепленный с X-хромосомой. Течение заболевания длительное по сравнению с мукополисахаридозом I типа. Проявления выражены умеренно, помутнение роговицы в большинстве случаев отсутствует, но характерна прогрессирующая глухота.
3. Болезнь Санфилиппо [Сильвестр Дж. Санфилиппо — американский педиатр]. Различают четыре клинико-лабораторных варианта болезни (вариант A обусловлен дефектом гепарансульфат-сульфатазы, B — α-N-ацетилглюкозаминидазы, C — α-глюкозаминид-N-ацетилтрансферазы, D — ацетилглюкозамин-6-сульфат-сульфатазы). Все варианты болезни фенотипически идентичны. В организме увеличено содержание в основном гепарансульфата, которые накапливаются в нейронах головного мозга, стенках артерий, в печени и селезёнке.
4. Болезнь Брейлсфорда—Мо́ркио [Джеймс Фредерик Брейлсфорд — английский врач, Луис Мо́ркио (1867—1935) — уругвайский педиатр] проявляется накоплением кератан- и дерматансульфатов. За счёт распада метаэпифизарного хряща больные низкого или карликового роста. Интеллект обычно нормальный.
5. Болезнь Шейе [Гарольд Г. Шейе — американский офтальмолог] характеризуется накоплением в основном дерматансульфата. Заболевание манифестирует лишь в зрелом возрасте. Характерен низкий или карликовый рост. Интеллект нормальный.
6. При болезни Марото́—Лями́ [Пьер Марото́ — французский педиатр и генетик, Мори́с Лями́ (1895—1975) — французский генетик] происходит накопление дерматансульфата. Типичен карликовый рост больных.
К мукополисахаридозам близки муколипидозы и наследственные гликопротеинозы.

### Ослизнение ткани
Ослизне́ние тканей — замещение волокнистой и других соединительных тканей слизеподобной массой, образующейся при распаде протеогликанов и высвобождении из них гликозаминогликанов. Ослизнение тканей встречается при (1) кахексии и (2) выраженном гипотиреозе (микседеме). Фиброзная, жировая и хрящевая ткани становятся полупрозрачными, набухшими. При микроморфологическом исследовании их клетки приобретают звёздчатую или причудливо отростчатую форму, коллагеновые волокна (в отличие от мукоидного отёка) также замещаются слизеподобной массой. Процесс может быть обратимым, его прогрессирование приводит к некрозу ткани с образованием кист, заполненных мукоидом.